# Nanda Ghunti
Nanda Ghunti è una montagna, alta 6309 metri, sita nella Divisione del Garhwal in India. Si trova sul bordo esterno del Santuario di Nanda Devi.

## Storia
La montagna fu scoperta per la prima volta da Tom George Longstaff nel 1907. Eric Shipton la osservò da ovest nel 1931. Il primo serio tentativo di raggiungere la vetta fu fatto da B.R. Goodfellow e J. Buzzard (Regno Unito) nel 1944. Infine, una spedizione svizzera, guidata da André Roch, effettuò la prima scalata nel 1947 attraverso la cresta est.
La prima scalata realizzata da alpinisti indiani è stata effettuata nel 1960. Questa spedizione è stata organizzata dall'Istituto himalayano di Calcutta sotto la guida di Sukumar Roy e patrocinata da Ashok Kumar Sarkar dell'Anandabazar Patrika. L'avvicinamento è stato effettuato attraverso la cresta est e la vetta è stata raggiunta il 22 ottobre 1960. I capi spedizione erano Sukumar Roy, Dilip Banerjee, Ajeeba, Norbu, Ang Shering e Nima Tashi. Altri membri della squadra Dhruba Ranjan Majumder, Bishwadeb Biswas, Nimai Bose, Madan Mondol, il dottor Arun Kar, il giornalista Gour Kishore Ghosh e la fotografa Biredra Nath Sinha.
Successive spedizioni di successo furono condotte nel 1977 e nel 1980.
I viaggiatori hanno una visione chiara del Nanda Ghunti e Trishul lungo la strada verso il lago Roopkund sull'Himalaya.